# Giờ phút sinh tử
Giờ phút sinh tử (tựa gốc: The Angriest Man in Brooklyn) là một phim hài-chính kịch của Mỹ năm 2014 đạo diễn bởi Phil Alden Robinson. Đây là bản làm lại của phim The 92 Minutes of Mr. Baum (1997) của Isarel do Assi Dayan đạo diễn kiêm viết kịch bản. Phim có sự tham gia của Robin Williams, Mila Kunis, Peter Dinklage và Melissa Leo.